# (4784) Samcarin
(4784) Samcarin – planetoida z głównego pasa planetoid okrążająca Słońce w ciągu 4,38 lat w średniej odległości 2,68 au. Odkrył ją Henri Debehogne 28 lutego 1984 roku w Europejskim Obserwatorium Południowym. Słowo samcarin w sanskrycie oznacza wędrowca.